# Þjóðrekur Björnsson
Þjóðrekur Björnsson (Thiodhrekur, n. 935) fue un vikingo y bóndi de Saurby, Ísafjörður en Islandia. Era hijo de Sleitu-Björn Hróarsson. Es un personaje de la saga Eyrbyggja, y saga de Hávarðar Ísfirðings. Se casó con Arngerður Þorbjörnsdóttir (n. 935) y de esa relación nacieron cinco hijos: Þjóðrekur (n. 957), Knattur (n. 960), Hrólfur (n. 965), Þorbjörn Þjóðreksson y Víga-Sturli (n. 980).